# Aldershot (circonscription du Parlement britannique)
Circonscription parlementaire de la Chambre des communes
La circonscription d'Aldershot  est une circonscription parlementaire britannique située dans le Hampshire, et couvrant la ville éponyme et ses environs.
Elle est représentée à la Chambre des communes du Parlement britannique depuis 2024 par Alex Baker du Parti travailliste.

## Members of Parliament
| Élection | Élection                | Member             | Member | Parti        |
| -------- | ----------------------- | ------------------ | ------ | ------------ |
|          | 1918                    | Vicomte Wolmer     |        | Conservateur |
|          | Élection partielle 1940 | Oliver Lyttelton   |        | Conservateur |
|          | Élection partielle 1954 | Eric Errington     |        | Conservateur |
|          | 1970                    | Julian Critchley   |        | Conservateur |
|          | 1997                    | Sir Gerald Howarth |        | Conservateur |
|          | 2017                    | Leo Docherty       |        | Conservateur |
|          | 2024                    | Alex Baker         |        | Travailliste |

## Élections

### Élections dans les années 2010
| Parti              | Parti                | Candidat             | Voix   | %    | ±     |
| ------------------ | -------------------- | -------------------- | ------ | ---- | ----- |
|                    | Conservateur         | Leo Docherty         | 27,980 | 58,4 | +3.3  |
|                    | Travailliste         | Howard Kaye          | 11,282 | 23,5 | −8.1  |
|                    | Libéral Démocrate    | Alan Hilliar         | 6,920  | 14,4 | +7.0  |
|                    | Green                | Donna Wallace        | 1,750  | 3,7  | +1.4  |
| Majorité           | Majorité             | Majorité             | 16,698 | 34,9 | +11.4 |
| Participation      | Participation        | Participation        | 47,932 | 66,0 | +1.8  |
| Registre électeurs | Registre électeurs   | Registre électeurs   | 72,617 |      |       |
|                    | Conservateur retenir | Conservateur retenir | Swing  | +5.7 |       |

| Parti         | Parti                | Candidat             | Voix   | %    | ±     |
| ------------- | -------------------- | -------------------- | ------ | ---- | ----- |
|               | Conservateur         | Leo Docherty         | 26,950 | 55,1 | +4.5  |
|               | Travailliste         | Gary Puffett         | 15,477 | 31,6 | +13.3 |
|               | Libéral Démocrate    | Alan Hillier         | 3,637  | 7,4  | -1.4  |
|               | UKIP                 | Roy Swales           | 1,796  | 3,7  | -14.2 |
|               | Green                | Donna Wallace        | 1,090  | 2,2  | -2.2  |
| Majorité      | Majorité             | Majorité             | 11,518 | 23,5 | -8.8  |
| Participation | Participation        | Participation        | 48,995 | 64,2 | +0.4  |
|               | Conservateur retenir | Conservateur retenir | Swing  | 4.4  |       |

| Parti         | Parti                | Candidat             | Voix   | %    | ±     |
| ------------- | -------------------- | -------------------- | ------ | ---- | ----- |
|               | Conservateur         | Gerald Howarth       | 23,369 | 50,6 | +3.9  |
|               | Travailliste         | Gary Puffett         | 8,468  | 18,3 | +6.2  |
|               | UKIP                 | Bill Walker          | 8,253  | 17,9 | +13.4 |
|               | Libéral Démocrate    | Alan Hilliar         | 4,076  | 8,8  | -25.6 |
|               | Green                | Carl Hewitt          | 2,025  | 4,4  | N/A   |
| Majorité      | Majorité             | Majorité             | 14,901 | 32,3 | +20.0 |
| Participation | Participation        | Participation        | 46,191 | 63,8 | +0.3  |
|               | Conservateur retenir | Conservateur retenir | Swing  | −1.2 |       |

| Parti         | Parti                      | Candidat             | Voix   | %    | ±    |
| ------------- | -------------------------- | -------------------- | ------ | ---- | ---- |
|               | Conservateur               | Gerald Howarth       | 21,203 | 46,7 | +2.7 |
|               | Libéral Démocrate          | Adrian Collett       | 15,617 | 34,4 | +5.5 |
|               | Travailliste               | Jonathan Slater      | 5,489  | 12,1 | −9.6 |
|               | UKIP                       | Robert Snare         | 2,041  | 4,5  | +2.1 |
|               | English Independence Party | Gary Cowd            | 999    | 1,8  | N/A  |
|               | Christian                  | Juliana Brimicombe   | 231    | 0,5  | N/A  |
| Majorité      | Majorité                   | Majorité             | 5,586  | 12,3 |      |
| Participation | Participation              | Participation        | 45,384 | 63,5 | −0.1 |
|               | Conservateur retenir       | Conservateur retenir | Swing  | −1.4 |      |

### Élections dans les années 2000
| Parti         | Parti                | Candidat             | Voix   | %    | ±    |
| ------------- | -------------------- | -------------------- | ------ | ---- | ---- |
|               | Conservateur         | Gerald Howarth       | 20,572 | 42,7 | +0.5 |
|               | Libéral Démocrate    | Adrian Collett       | 15,238 | 31,7 | +4.1 |
|               | Travailliste         | Howard Linsley       | 9,895  | 20,6 | −4.6 |
|               | UKIP                 | Derek Rumsey         | 1,182  | 2,5  | +0.7 |
|               | Démocrates anglais   | Gary Cowd            | 701    | 1,5  | N/A  |
|               | Monster Raving Loony | Howling Laud Hope    | 553    | 1,1  | +0.2 |
| Majorité      | Majorité             | Majorité             | 5,334  | 11,1 |      |
| Participation | Participation        | Participation        | 48,141 | 61,3 | +3.4 |
|               | Conservateur retenir | Conservateur retenir | Swing  | −1.8 |      |

| Parti         | Parti                | Candidat               | Voix   | %    | ±     |
| ------------- | -------------------- | ---------------------- | ------ | ---- | ----- |
|               | Conservateur         | Gerald Howarth         | 19,106 | 42,2 | −0.5  |
|               | Libéral Démocrate    | Adrian Collett         | 12,512 | 27,6 | −2.8  |
|               | Travailliste         | Luke Akehurst          | 11,394 | 25,2 | +1.0  |
|               | UKIP                 | Derek Rumsey           | 797    | 1,8  | +0.3  |
|               | Green                | Adam Stacey            | 630    | 1,4  | N/A   |
|               | Indépendant          | Arthur Uther Pendragon | 459    | 1,0  | N/A   |
|               | Monster Raving Loony | Howling Laud Hope      | 390    | 0,9  | N/A   |
| Majorité      | Majorité             | Majorité               | 6,594  | 14,6 | N/A   |
| Participation | Participation        | Participation          | 45,288 | 57,9 | −12.9 |
|               | Conservateur retenir | Conservateur retenir   | Swing  | +0.0 |       |

### Élections dans les années 1990
| Parti         | Parti                | Candidat               | Voix   | %    | ±     |
| ------------- | -------------------- | ---------------------- | ------ | ---- | ----- |
|               | Conservateur         | Gerald Howarth         | 23,119 | 42,7 | −14.8 |
|               | Libéral Démocrate    | Adrian Collett         | 16,498 | 30,5 | +2.9  |
|               | Travailliste         | Terence Bridgeman      | 13,057 | 24,1 | +10.8 |
|               | UKIP                 | John Howe              | 794    | 1,5  | N/A   |
|               | Indépendant          | Arthur Uther Pendragon | 361    | 0,7  | N/A   |
|               | BNP                  | Donald Stevens         | 322    | 0,6  | N/A   |
| Majorité      | Majorité             | Majorité               | 6,621  | 12,2 |       |
| Participation | Participation        | Participation          | 54,153 | 70,8 |       |
|               | Conservateur retenir | Conservateur retenir   | Swing  | −8.9 |       |

| Parti         | Parti                | Candidat             | Voix   | %    | ±    |
| ------------- | -------------------- | -------------------- | ------ | ---- | ---- |
|               | Conservateur         | Julian Critchley     | 36,974 | 57,5 | −1.5 |
|               | Libéral Démocrate    | Adrian Collett       | 17,786 | 27,6 | −1.6 |
|               | Travailliste         | John Smith           | 8,552  | 13,3 | +1.5 |
|               | Libéral              | David H. Robinson    | 1,038  | 1,6  | N/A  |
| Majorité      | Majorité             | Majorité             | 19,188 | 29,8 | +0.1 |
| Participation | Participation        | Participation        | 64,350 | 78,7 | +4.7 |
|               | Conservateur retenir | Conservateur retenir | Swing  | +0.0 |      |

### Élections dans les années 1980
| Parti         | Parti                | Candidat             | Voix   | %    | ±     |
| ------------- | -------------------- | -------------------- | ------ | ---- | ----- |
|               | Conservateur         | Julian Critchley     | 35,272 | 59,0 | +3.5  |
|               | Liberal              | Roger Hargreaves     | 17,488 | 29,2 | −4.6  |
|               | Travailliste         | Ian Pearson          | 7,061  | 11,8 | +1.0  |
| Majorité      | Majorité             | Majorité             | 17,784 | 29,7 | +8.0  |
| Participation | Participation        | Participation        | 59,822 | 74,0 | +1.28 |
|               | Conservateur retenir | Conservateur retenir | Swing  | +4.1 |       |

| Parti         | Parti                | Candidat             | Voix   | %     | ±     |
| ------------- | -------------------- | -------------------- | ------ | ----- | ----- |
|               | Conservateur         | Julian Critchley     | 31,288 | 55,5  | −2.0  |
|               | Liberal              | N. Westbrook         | 19,070 | 33,8  | +12.4 |
|               | Travailliste         | A. Crawford          | 6,070  | 10,8  | −9.9  |
| Majorité      | Majorité             | Majorité             | 12,218 | 21,7  | −12.9 |
| Participation | Participation        | Participation        | 56,425 | 72,72 | −3.8  |
|               | Conservateur retenir | Conservateur retenir | Swing  | −7.2  |       |

### Élections dans les années 1970
| Parti         | Parti                | Candidat             | Voix   | %    | ±     |
| ------------- | -------------------- | -------------------- | ------ | ---- | ----- |
|               | Conservateur         | Julian Critchley     | 38,014 | 57,5 | +12.4 |
|               | Liberal              | N. Westbrook         | 14,438 | 21,4 | −6.1  |
|               | Travailliste         | D. Somerville        | 13,698 | 20,7 | −4.1  |
| Majorité      | Majorité             | Majorité             | 23,576 | 35,6 | +17.9 |
| Participation | Participation        | Participation        | 66,150 | 76,5 | +3.7  |
|               | Conservateur retenir | Conservateur retenir | Swing  | +9.3 |       |

| Parti         | Parti                | Candidat             | Voix   | %    | ±    |
| ------------- | -------------------- | -------------------- | ------ | ---- | ---- |
|               | Conservateur         | Julian Critchley     | 26,463 | 45,1 | −0.3 |
|               | Liberal              | A. Burton            | 16,104 | 27,5 | −1.4 |
|               | Travailliste         | E.P. Sudworth        | 14,936 | 25,5 | +1.6 |
|               | National Front       | A. Greenslade        | 1,120  | 1,9  | +0.1 |
| Majorité      | Majorité             | Majorité             | 10,359 | 17,7 | +1.2 |
| Participation | Participation        | Participation        | 58,620 | 72,8 | −8.4 |
|               | Conservateur retenir | Conservateur retenir | Swing  | −0.9 |      |

| Parti         | Parti                | Candidat             | Voix   | %     | ±     |
| ------------- | -------------------- | -------------------- | ------ | ----- | ----- |
|               | Conservateur         | Julian Critchley     | 29,401 | 45,4  | −10.2 |
|               | Liberal              | G. Floyd             | 18,743 | 28,9  | +16.3 |
|               | Travailliste         | W.L.J.T. Card        | 15,492 | 23,9  | −7.9  |
|               | National Front       | T. Greenslade        | 1,148  | 1,77  | N/A   |
| Majorité      | Majorité             | Majorité             | 10,658 | 16,5  | +7.8  |
| Participation | Participation        | Participation        | 64,781 | 81,2  | +10.3 |
|               | Conservateur retenir | Conservateur retenir | Swing  | −13.3 |       |

| Parti         | Parti                | Candidat             | Voix   | %     | ±    |
| ------------- | -------------------- | -------------------- | ------ | ----- | ---- |
|               | Conservateur         | Julian Critchley     | 33,447 | 55,8  | +6.9 |
|               | Travailliste         | Roger T. Bogg        | 18,916 | 31,6  | −0.4 |
|               | Liberal              | Philip M. Gibbons    | 7,551  | 12,6  | −6.5 |
| Majorité      | Majorité             | Majorité             | 14,531 | 24,25 | +7.3 |
| Participation | Participation        | Participation        | 59,909 | 70,89 | −4.5 |
|               | Conservateur retenir | Conservateur retenir | Swing  | +3.7  |      |

### Élections dans les années 1960
| Parti         | Parti                | Candidat                 | Voix   | %     | ±    |
| ------------- | -------------------- | ------------------------ | ------ | ----- | ---- |
|               | Conservateur         | Eric Errington           | 25,672 | 48,9  | −4.1 |
|               | Travailliste         | Derrick Harold Silvester | 16,776 | 32,0  | +4.3 |
|               | Liberal              | Gerald Edward Owen       | 10,025 | 19,1  | −1.2 |
| Majorité      | Majorité             | Majorité                 | 8,896  | 17,0  | −7.4 |
| Participation | Participation        | Participation            | 52,473 | 75,38 | +0.4 |
|               | Conservateur retenir | Conservateur retenir     | Swing  | +4.2  |      |

| Parti         | Parti                | Candidat             | Voix   | %     | ±     |
| ------------- | -------------------- | -------------------- | ------ | ----- | ----- |
|               | Conservateur         | Eric Errington       | 25,797 | 52,03 | -6.37 |
|               | Travailliste         | Elizabeth K Collard  | 13,718 | 27,67 | -0.87 |
|               | Liberal              | Gerald Edward Owen   | 10,066 | 20,30 | +7.1  |
| Majorité      | Majorité             | Majorité             | 12,079 | 24,36 | -5.54 |
| Participation | Participation        | Participation        | 49,581 | 75,01 | -0.89 |
|               | Conservateur retenir | Conservateur retenir | Swing  | +3.62 |       |

### Élections dans les années 1950
| Parti         | Parti                | Candidat             | Voix   | %    | ±    |
| ------------- | -------------------- | -------------------- | ------ | ---- | ---- |
|               | Conservateur         | Eric Errington       | 25,161 | 58,4 | +!.7 |
|               | Travailliste         | Roy E Brooks         | 12,270 | 28,5 | -4.3 |
|               | Liberal              | Enid Lakeman         | 5,679  | 13,2 | +2.6 |
| Majorité      | Majorité             | Majorité             | 12,891 | 29,9 | +6.0 |
| Participation | Participation        | Participation        | 43,110 | 75,9 | +2.0 |
|               | Conservateur retenir | Conservateur retenir | Swing  | +3.0 |      |

| Parti         | Parti                | Candidat             | Voix   | %     | ±    |
| ------------- | -------------------- | -------------------- | ------ | ----- | ---- |
|               | Conservateur         | Eric Errington       | 22,701 | 56,7  | -3.6 |
|               | Travailliste         | Julian D Richards    | 13,129 | 32,8  | -6.9 |
|               | Liberal              | Enid Lakeman         | 4,232  | 10,6  | N/A  |
| Majorité      | Majorité             | Majorité             | 9,572  | 23,9  | +3.8 |
| Participation | Participation        | Participation        | 40,062 | 73,9  | -3.9 |
|               | Conservateur retenir | Conservateur retenir | Swing  | -5.25 |      |

| Parti         | Parti                | Candidat             | Voix   | %    | ±     |
| ------------- | -------------------- | -------------------- | ------ | ---- | ----- |
|               | Conservateur         | Eric Errington       | 19,108 | 60,1 | -0.2  |
|               | Travailliste         | William Cuthbertson  | 12,701 | 39,9 | +0.2  |
| Majorité      | Majorité             | Majorité             | 6,407  | 20,1 | -0.4  |
| Participation | Participation        | Participation        | 31,809 | 58,7 | -19.1 |
|               | Conservateur retenir | Conservateur retenir | Swing  | -0.2 |       |

| Parti         | Parti                | Candidat             | Voix   | %    | ±    |
| ------------- | -------------------- | -------------------- | ------ | ---- | ---- |
|               | Conservateur         | Oliver Lyttelton     | 24,951 | 60,3 | +8.1 |
|               | Travailliste         | Robert N Hales       | 16,402 | 39,7 | +2.7 |
| Majorité      | Majorité             | Majorité             | 8,549  | 20,7 | +5.5 |
| Participation | Participation        | Participation        | 41,353 | 77,8 | -1.9 |
|               | Conservateur retenir | Conservateur retenir | Swing  | +5.4 |      |

| Parti         | Parti                | Candidat             | Voix   | %     | ±     |
| ------------- | -------------------- | -------------------- | ------ | ----- | ----- |
|               | Conservateur         | Oliver Lyttelton     | 21,238 | 52,2  | -5.21 |
|               | Travailliste         | NF Hidden            | 15,066 | 37,0  | +2.7  |
|               | Liberal              | John Henry Gooden    | 4,355  | 10,7  | N/A   |
| Majorité      | Majorité             | Majorité             | 6,172  | 15,2  | +0.38 |
| Participation | Participation        | Participation        | 40,659 | 79,7  | -1.9  |
|               | Conservateur retenir | Conservateur retenir | Swing  | +3.75 |       |

### Élections dans les années 1940
| Parti         | Parti                | Candidat             | Voix   | %     | ±   |
| ------------- | -------------------- | -------------------- | ------ | ----- | --- |
|               | Conservateur         | Oliver Lyttelton     | 19,456 | 57,41 | N/A |
|               | Common Wealth        | Tom Wintringham      | 14,435 | 42,59 | N/A |
| Majorité      | Majorité             | Majorité             | 5,021  | 14,82 | N/A |
| Participation | Participation        | Participation        | 33,891 | 69,18 | N/A |
|               | Conservateur retenir | Conservateur retenir | Swing  | N/A   |     |

| Parti | Parti             | Candidat         | Voix            | %               | ±               |
| ----- | ----------------- | ---------------- | --------------- | --------------- | --------------- |
|       | Conservateur      | Oliver Lyttelton | Sans opposition | Sans opposition | Sans opposition |
|       | Conservateur hold |                  |                 |                 |                 |

### Élections dans les années 1930
| Parti         | Parti                    | Candidat             | Voix   | %    | ±     |
| ------------- | ------------------------ | -------------------- | ------ | ---- | ----- |
|               | Conservateur             | Roundell Palmer      | 17,730 | 73,4 | -11.0 |
|               | Indépendant progressiste | Gerald Bailey        | 6,421  | 26,6 | n/a   |
| Majorité      | Majorité                 | Majorité             | 11,309 | 46,8 | -22.0 |
| Participation | Participation            | Participation        | 24,151 | 58,4 | -7.2  |
|               | Conservateur retenir     | Conservateur retenir | Swing  |      |       |

| Parti         | Parti                | Candidat             | Voix   | %    | ± |
| ------------- | -------------------- | -------------------- | ------ | ---- | - |
|               | Conservateur         | Roundell Palmer      | 22,134 | 84,4 |   |
|               | Travailliste         | Mary Richardson      | 4,091  | 15,6 |   |
| Majorité      | Majorité             | Majorité             | 18,043 | 68,8 |   |
| Participation | Participation        | Participation        | 26,225 | 65,6 |   |
|               | Conservateur retenir | Conservateur retenir | Swing  | +0.0 |   |

### Élections dans les années 1920
| Parti         | Parti             | Candidat           | Voix   | %    | ±     |
| ------------- | ----------------- | ------------------ | ------ | ---- | ----- |
|               | Unioniste         | Roundell Palmer    | 15,123 | 59,3 | -17.3 |
|               | Liberal           | Henry Fabian Orpen | 5,984  | 23,5 | n/a   |
|               | Travailliste      | J.R. McPhie        | 4,389  | 17,2 | -6.2  |
| Majorité      | Majorité          | Majorité           | 9,139  | 35,8 | 17.4  |
| Participation | Participation     | Participation      |        | 68,5 | +0.3  |
|               | Unioniste retenir | Unioniste retenir  | Swing  | n/a  |       |

| Parti         | Parti             | Candidat          | Voix   | %    | ±     |
| ------------- | ----------------- | ----------------- | ------ | ---- | ----- |
|               | Unioniste         | Roundell Palmer   | 14,081 | 76,6 | +17.5 |
|               | Travailliste      | Hubert Beaumont   | 4,313  | 23,4 | n/a   |
| Majorité      | Majorité          | Majorité          | 9,768  | 53,2 | +35.0 |
| Participation | Participation     | Participation     |        | 68,2 | +8.6  |
|               | Unioniste retenir | Unioniste retenir | Swing  | N/A  |       |

| Parti         | Parti             | Candidat              | Voix   | %    | ±     |
| ------------- | ----------------- | --------------------- | ------ | ---- | ----- |
|               | Unioniste         | Roundell Palmer       | 9,131  | 59,1 | -8.3  |
|               | Liberal           | Alfred Suenson-Taylor | 6,315  | 40,9 | +8.3  |
| Majorité      | Majorité          | Majorité              | 2,816  | 18,2 | -16.6 |
| Participation | Participation     | Participation         | 15,446 | 59,6 | -5.2  |
|               | Unioniste retenir | Unioniste retenir     | Swing  | -8.3 |       |

| Parti         | Parti             | Candidat          | Voix   | %    | ±     |
| ------------- | ----------------- | ----------------- | ------ | ---- | ----- |
|               | Unioniste         | Roundell Palmer   | 10,952 | 67,4 | -5.0  |
|               | Liberal           | Harry Ainger      | 5,296  | 32,6 | +5.0  |
| Majorité      | Majorité          | Majorité          | 5,656  | 34,8 | -10.0 |
| Participation | Participation     | Participation     | 16,248 | 64,8 | +16.8 |
|               | Unioniste retenir | Unioniste retenir | Swing  | -5.0 |       |

### Élections dans les années 1910
| Parti                                                 | Parti                               | Candidat        | Voix  | %    | ±   |
| ----------------------------------------------------- | ----------------------------------- | --------------- | ----- | ---- | --- |
| C                                                     | Unioniste                           | Roundell Palmer | 8,755 | 72.4 | n/a |
|                                                       | Liberal                             | Harry Ainger    | 3,342 | 27,6 | n/a |
| Majorité                                              | Majorité                            | Majorité        | 5,413 | 44,8 | n/a |
| Participation                                         | Participation                       | Participation   |       | 48,0 | n/a |
|                                                       | Unioniste vainqueur (nouveau siège) |                 |       |      |     |
| C candidat approuvé par le gouvernement de coalition. |                                     |                 |       |      |     |